# Meike Schalk

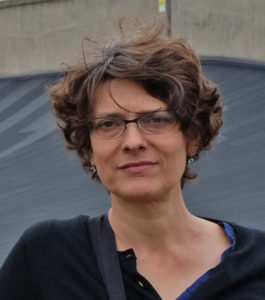
Meike Schalk

Meike Schalk, född 1963, är arkitekt, forskare och docent i stadsplanering och urban teori vid Arkitekturskolan KTH, Kungliga Tekniska Högskolan i Stockholm.

## Biografi
Schalk studerade arkitektur vid Universität der Künste i Berlin och Architectural Association i London. Hon tog sin doktorsexamen i landskapsarkitektur 2007 vid Sveriges Lantbruksuniversitet. Schalk grundade tillsammans med Katarina Bonnevier, Brady Burroughs, Katja Grillner, och Lena Villner gruppen FATALE (2007–2012) som startades som en forskar- och lärargrupp på Arkitekturskolan KTH som bedrev forskning och undervisning inom, och genom, feministisk arkitekturteori – en maktkritisk praktik där genus fungerar som en utmärkande analyskategori ofta genom intersektion med andra maktstrukturer. Mellan 2017 och 2022 var Schalk ansvarig för forskarutbildningen på Arkitekturskolan KTH samt det interinstitutionella doktorandprogrammet Konst, teknik och design (ett samarbete med Konstfack i Stockholm). Mellan 2015 och 2018 ledde Schalk Strong Research Environment – Architecture in Effect. 2019 utsågs Schalk till ledamot i Vetenskapsrådets kommitté för konstnärlig forskning. Schalk är tillsammans med Thérèse Kristiansson och Ramia Mazé medredaktör till boken Feminist Futures of Spatial Practice: Materialisms, Activisms, Dialogues, Pedagogies, Projections (2017).